# メキシコシティeプリ
メキシコシティeプリ（英: Mexico City ePrix）は、メキシコのエルマノス・ロドリゲス・サーキットで行われるフォーミュラE世界選手権レースの1戦である。

## 概要
2016年から開催、F1と同じエルマノス・ロドリゲス・サーキットが利用される。
2023年の第7回大会より、F1のコースと同様のレイアウトとなった。

## 過去の結果
| 年     | サーキット             | 勝者                     | エントラント                                              |
| ------ | ---------------------- | ------------------------ | --------------------------------------------------------- |
| 2016年 | エルマノス・ロドリゲス | ジェローム・ダンブロシオ | ドラゴン・レーシング                                      |
| 2017年 | エルマノス・ロドリゲス | ルーカス・ディ・グラッシ | アプト・シェフラー・アウディ・スポート                    |
| 2018年 | エルマノス・ロドリゲス | ダニエル・アプト         | アウディスポーツ・アプト・シェフラー                      |
| 2019年 | エルマノス・ロドリゲス | ルーカス・ディ・グラッシ | アウディスポーツ・アプト・シェフラー・フォーミュラEチーム |
| 2020年 | エルマノス・ロドリゲス | ミッチ・エバンス         | パナソニック・ジャガー・レーシング                        |
| 2021年 | エルマノス・ロドリゲス | 開催されず               | 開催されず                                                |
| 2022年 | エルマノス・ロドリゲス | パスカル・ウェーレイン   | タグ・ホイヤー・ポルシェ・フォーミュラEチーム             |
| 2023年 | エルマノス・ロドリゲス | ジェイク・デニス         | アバランチ・アンドレッティ・フォーミュラE                 |
| 2024年 | エルマノス・ロドリゲス | パスカル・ウェーレイン   | タグ・ホイヤー・ポルシェ・フォーミュラEチーム             |
| 2025年 | エルマノス・ロドリゲス | オリバー・ローランド     | ニッサン・フォーミュラEチーム                             |